# Eunica pusilla
Eunica pusilla är en fjärilsart som beskrevs av Bates 1864. Eunica pusilla ingår i släktet Eunica och familjen praktfjärilar. Inga underarter finns listade i Catalogue of Life.